# Невеста республиканца
«Красная роза» — историческое произведение времен Великой французской революции.

## Сюжет
История о том, как молодой генерал Марсо республиканской армии влюбился в девушку — вандейку (Вандейцы — жители французской провинции Вандей, сторонники монархии, восставшие против нового республиканского правительства в 1793 году.) Бланш. Один из главных персонажей рассказа генерал Тома-Александр Дюма — отец писателя.